# Гетч-Гетчі (долина)
Доли́на Гетч-Гетчі (англ. Hetch Hetchy Valley) — льодовикова долина у Національному парку Йосеміті в Каліфорнії. Зараз затоплена через спорудження греблі О'Шонесі, формуючи резервуар Гетч-Гетчі. Резервуар наповнюється річкою Тоулумні, вгору по течії від долини лежить Великий каньйон Толумн. Резервуар забезпечує водою Акведук Гетч-Гетчі. Дорога Гетч-Гетчі проходить через долину та греблю О'Шонесі, але решта долини на схід від греблі не має доріг і доступна тільки пішки або верхи.
| США | Це незавершена стаття з географії США. Ви можете допомогти проєкту, виправивши або дописавши її. |